# Pala Pesaro
La Pala Pesaro è un dipinto a olio su tela (478×268 cm) di Tiziano, databile al 1519-1526 e conservato nella basilica di Santa Maria Gloriosa dei Frari a Venezia. La perfezione del disegno, la magnificenza del colore, la potenza espressiva dei ritratti rendono questa tela uno dei massimi capolavori della storia universale della pittura di ogni tempo.

## Storia
L'opera venne commissionata il 24 aprile 1519 da Jacopo Pesaro, vescovo di Pafo nell'isola di Cipro, che già verso il 1506 aveva richiesto a Tiziano la piccola pala di Jacopo Pesaro presentato a san Pietro da papa Alessandro VI. Destinata all'altare della Concezione nella basilica francescana dei Frari, la stessa per il cui altare maggiore Tiziano aveva dipinto l'Assunta, era nata come ringraziamento per la vittoria nella battaglia di Santa Maura (non è specificato quando avvenne e il perché) riportata il 28 giugno 1502 all'interno della guerra turco-veneziana del 1499-1503, come ricordano i turchi prigionieri e il vessillo con le insegne dei Pesaro e dei Borgia, promotori, col defunto papa Alessandro VI, dell'iniziativa.
Fu solennemente inaugurata l'8 dicembre 1526, quando era già stata saldata, il 26 maggio.

## Descrizione e stile

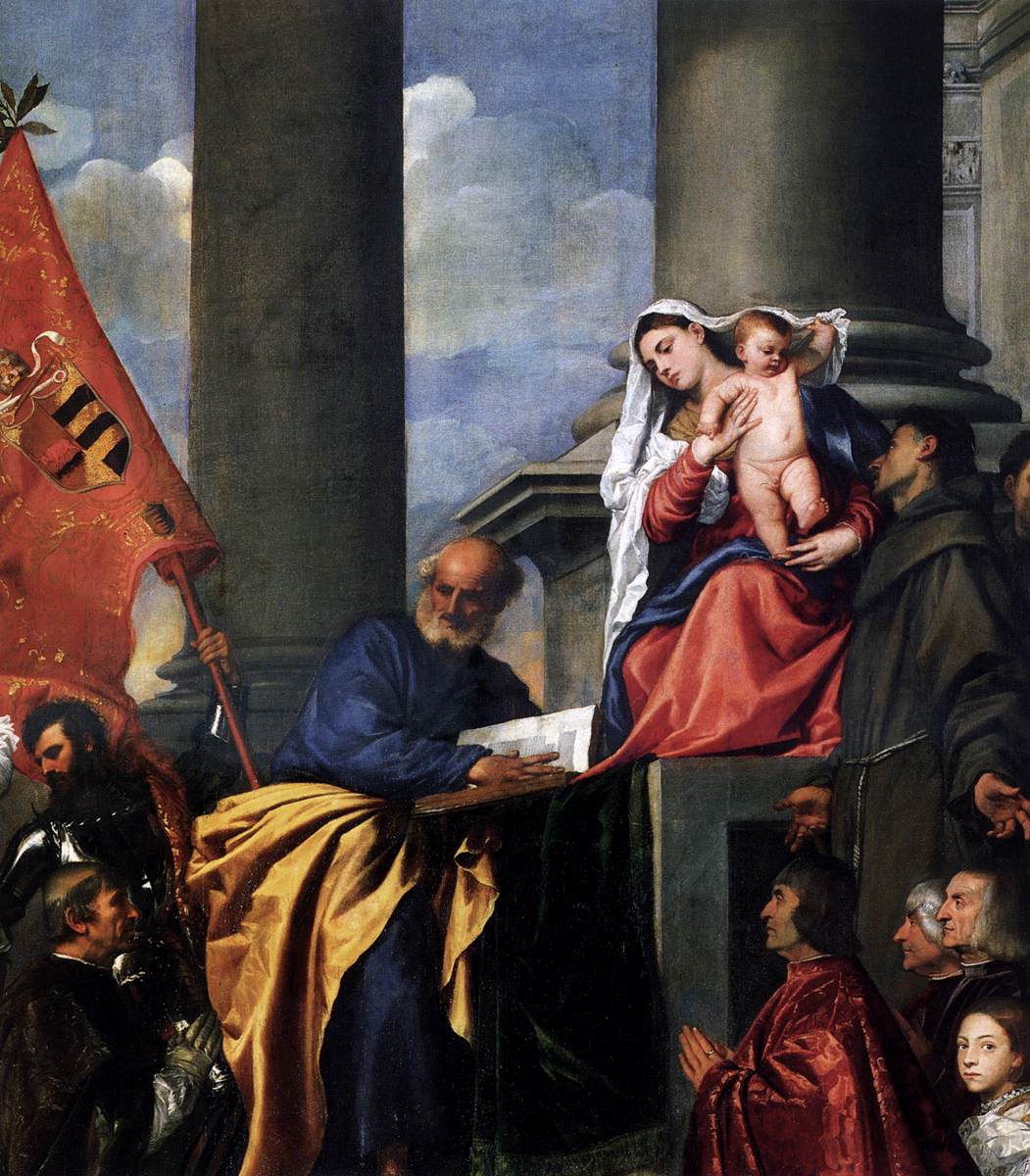
Dettaglio

Dopo i successi del 1510 e 1520, la pala Pesaro rappresentò un successivo passo avanti nella concezione della pala d'altare a Venezia. Come nella Pala di San Giovanni Crisostomo di Sebastiano del Piombo infatti Tiziano studiò un'originale composizione a sviluppo laterale della sacra conversazione, calibrata però per il punto di vista laterale, per la collocazione lungo la navata sinistra. Lo spazio della pala apre infatti una sorta di finestra illusoria, con il trono di Maria disposto su un ipotetico altare orientato nello stesso modo dell'altare maggiore.
Il seggio di Maria col Bambino è infatti spostato verso destra, in posizione rialzata e sbieca, come chiarisce l'angolo dei gradini in basso. Attorno ad essa, sui gradini, si trovano i santi, Pietro (con le chiavi appoggiate ai piedi), Francesco d'Assisi (con le stigmate) e Antonio di Padova. Francesco e Antonio erano due importanti santi francescani, omonimi di due fratelli del committente, nonché promotori, soprattutto Antonio, del culto dell'Immacolata Concezione a cui l'altare era dedicato. Secondo uno studio del veneziano Guerino Lovato però, il secondo santo sarebbe frate Leone, compagno di Francesco sulla Verna, che assiste al miracolo delle stigmate e distoglie lo sguardo, invitando i fedeli a non dedicarsi ai testi ma alla contemplazione. Il Bambino, protetto dal velo della madre, è voltato verso Francesco e sembra osservarne le stigmate con interesse, come prefigurazione della Passione.
Nella parte più bassa infine, sul pavimento a scacchi, si allineano inginocchiati i committenti. Si tratta di una presenza insolita per Venezia e l'area veneta in generale, che dovette apparire senz'altro innovativa e audace agli occhi degli osservatori dell'epoca. Per motivi politici si evitava infatti solitamente di farsi rappresentare. A sinistra Jacopo Pesaro, isolato, davanti a un armigero (san Giorgio?) (sempre lo storico Guerino Lovato ipotizza sia san Giacomo/Jacopo, il Santiago Matamoros guerriero contro gli infedeli, che respinge Solimano il Magnifico e gli impone di togliersi il turbante, cioè convertirsi alla ''vera fede", ipotesi rafforzata dalle attività a Cipro di Jacopo Pesaro e dalla familiarità dei Borgia con il culto prevalentemente spagnolo per il Matamoros) che impugna lo stendardo Pesaro-Borgia, decorato da un rametto d'alloro che indica la vittoria, e che tiene alla mano alcuni prigionieri ottomani, uno dei quali indossa un vistoso turbante bianco. A destra si trovano invece i fratelli di Jacopo: Francesco, Leonardo, Antonio, Fantino e Giovanni o Vittore. L'altare si trovava presso il luogo di sepoltura della famiglia, per cui la presenza di personaggi già defunti ne ricordava le fattezze, mentre per gli altri era una sorta di ritratto funebre prima del fatto. Il piccolo Leonardo, garante della linea maschile della casata, è girato verso l'osservatore per stabilire un contatto con il reale.

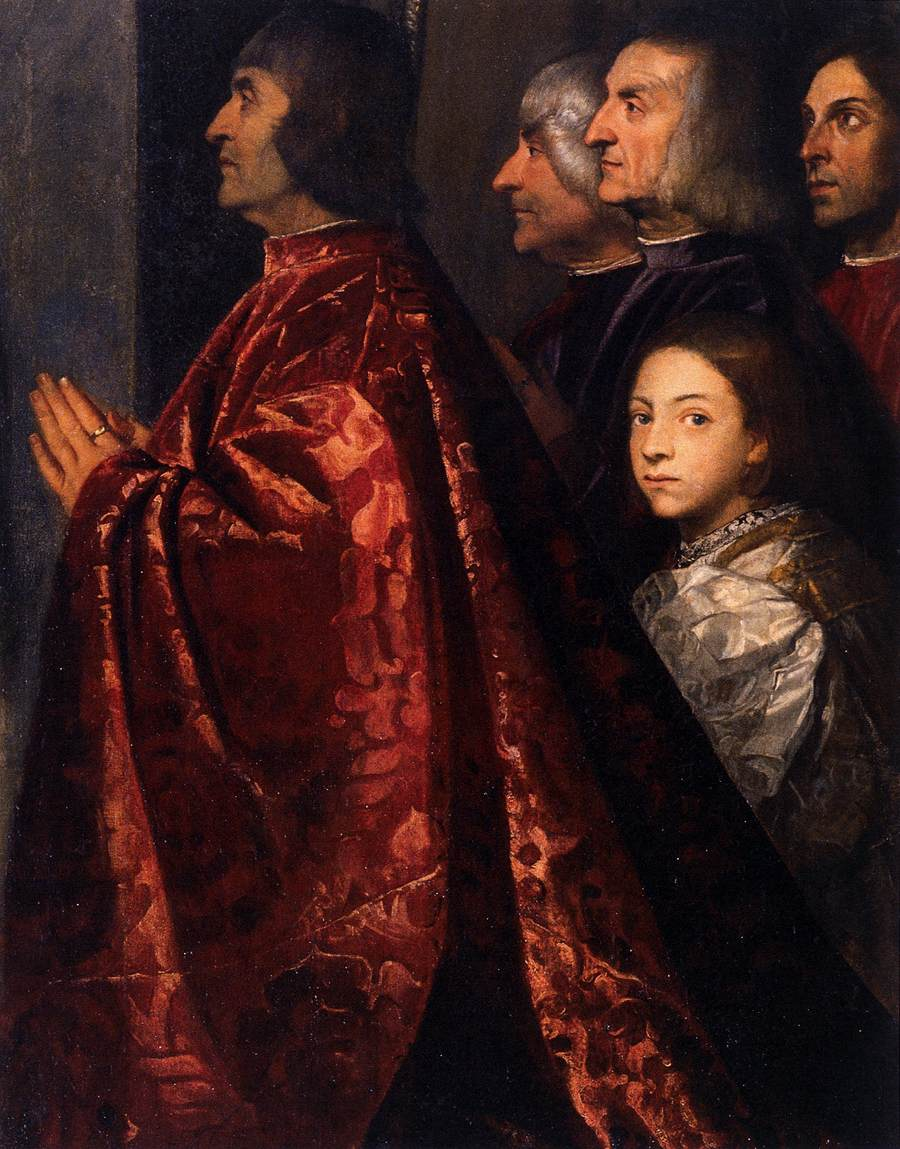
Dettaglio

In alto due angioletti, su una nuvoletta scura, giocano con la croce.
Le due monumentali colonne, di sapore classico, che si perdono oltre il limite della cornice, non descrivono esattamente un edificio in prospettiva ma appaiono piuttosto collocate con libertà per evidenziare le figure di Maria e di Pietro: all'apostolo era riservata dopotutto una posizione preminente anche nella Pala ad Anversa. Sinding-Larsen (1962), osservando le tracce di pentimenti visibili nel cielo, pensò che la pala originariamente aveva come sfondo un'intelaiatura architettonica più tradizionale, con gli elementi della cornice che si prolungavano nello spazio pittorico.
L'orchestrazione cromatica e luminosa è ricchissima. Il rosso squillante di alcune vesti e del vessillo non fa che riprendere i toni caldi dell'Assunta, a sua volta legati al colore dei mattoni che compongono le pareti. I colori sono luminosi, con una prevalenza di tinte pure rispetto ai mezzi toni sfumati, i panneggi cangianti, forti ed espressive le contrapposizioni tra chiari e scuri. L'animazione dinamica arriva a livelli fino ad allora sconosciuti, mentre lo spazio pittorico si dilata in tutte le direzioni, suggerendone la continuazione.

## Bibliografia

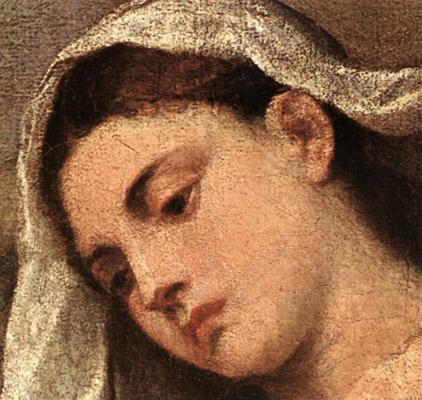
Dettaglio, il volto di Maria